# Caroline Adomeit
Caroline Adomeit (* 20. Januar 1994 in Bonn) ist eine deutsch-britische Violinistin. Sie ist als Solistin und Kammermusikerin tätig.

## Leben
Caroline Adomeit wurde im Alter von 10 Jahren in die Klasse von Zakhar Bron an der Musikhochschule Köln aufgenommen, wo sie bis 2012 studierte. Anschließend setzte sie ihr Studium bei Antje Weithaas an der Hochschule für Musik „Hanns Eisler“ in Berlin fort und schloss dieses 2017 mit Auszeichnung ab.
Caroline Adomeit hat als Solistin unter anderem mit den Dortmunder Philharmonikern, der Philharmonie Baden-Baden und dem Mainzer Kammerorchester gespielt. Sie ist als Kammermusikerin beim Verbier Festival, dem Schleswig-Holstein Musik Festival und dem Beethovenfest Bonn aufgetreten. Im Jahr 2023 trat sie beim Benefizkonzert „Takte gegen Krebs“ des Nationalen Centrums für Tumorerkrankungen (NCT) Heidelberg auf.
Zu ihrem Repertoire gehören Werke von Barock bis zur zeitgenössischen Musik und Crossover. Caroline Adomeit unterrichtet seit 2014 Bachelor- und Masterstudenten an der Akademie für Tonkunst in Darmstadt.

## Diskographie
- 2017: Visions (mit Nadiya Kholodkova). Thorofon
- 2012: Bach to Jazz. Oehms Classic[3]
- 2010: Bach to Tango (ohne label)[4]